# Liste der Naturdenkmale in Bottenbach
Die Liste der Naturdenkmale in Bottenbach nennt die im Gemeindegebiet von Bottenbach ausgewiesenen Naturdenkmale (Stand 23. Mai 2024).

## Naturdenkmale
| Nr.         | Bezeichnung              | Lage                                            | Beschreibung  | Bild                                    |
| ----------- | ------------------------ | ----------------------------------------------- | ------------- | --------------------------------------- |
| ND-7340-340 | Dicke Eiche im Osterwald | nordöstlich des Ortes; Abteilung Osterberg Lage | Quercus robur | Direkt Bild zu diesem Denkmal hochladen |